# Circuit Het Volk 2006
La 61e édition du Circuit Het Volk a eu lieu le 25 février 2006, entre Gent et Lokeren. Elle a été remportée par le Belge Philippe Gilbert devant son compatriote Bert De Waele et le Néerlandais Léon van Bon.
La course est disputée sur un parcours de 202 kilomètres.

## Présentation

### Parcours
La course donne le coup d'envoi de la saison des classiques flandriennes sur un parcours de 202 kilomètres dans la province de Flandre Orientale. Elle commence dans la ville de Gand et se termine dans la municipalité de Lokeren, comme les années précédentes.
Au total, dix monts, dont certains sont pavés, sont au programme de l'épreuve :
| Mont | Nom             | Km  | Revêtement       | Longueur (m) | Pente moyenne | Pente maxi | Km de l'arrivée |
| ---- | --------------- | --- | ---------------- | ------------ | ------------- | ---------- | --------------- |
| 1    | Katteberg (nl)  | 25  | pavés            | 900          | 5,6 %         | 10,3 %     | 177             |
| 2    | Vieux Quaremont | 41  | asphalte / pavés | 2 200 m      | 4,2 %         | 11 %       | 161             |
| 3    | Hotondberg      | 44  | asphalte         | 2 700 m      | 4,0 %         | 8,0 %      | 158             |
| 4    | Pottelberg      | 62  | asphalte         | 1 600        | 6,2 %         | 10 %       | 140             |
| 5    | Mur de Grammont | 81  | pavés            | 1 139        | 9,2 %         | 19,8 %     | 121             |
| 6    | Valkenberg      | 100 | asphalte         | 540          | 8,1 %         | 12,8 %     | 102             |
| 7    | Eikenberg       | 112 | pavés            | 1 200        | 5,78 %        | 9,9 %      | 90              |
| 8    | Leberg          | 121 | asphalte         | 950          | 4,2 %         | 13,8 %     | 81              |
| 9    | Berendries      | 125 | asphalte         | 940          | 7 %           | 12,3 %     | 77              |
| 10   | Molenberg       | 138 | pavés            | 463          | 7 %           | 14,2 %     | 64              |

### Équipes
On retrouve un total de 24 équipes au départ, 14 faisant partie des ProTeams, la première division mondiale, huit sont des équipes continentales professionnelles, la seconde division mondiale et les deux dernières sont des équipes continentales, la troisième division mondiale.
| ProTeams (14)- Quick Step-Innergetic - Davitamon-Lotto - CSC - AG2R Prévoyance - Bouygues Télécom - Cofidis-Le Crédit par Téléphone - Crédit agricole - La Française des jeux - T-Mobile - Liquigas - Team Milram - Rabobank - Phonak Hearing Systems - Discovery Channel Équipes continentales professionnelles (8)- Chocolade Jacques-Topsport Vlaanderen - Landbouwkrediet-Colnago - Unibet.com - Agritubel - Skil-Shimano - LPR - Wiesenhof-Akud - Elk Haus-Simplon Équipes continentales (2)- Jartazi-7Mobile - Flanders |
| |

## Classements

### Classement de la course
| \| Classement général \| Classement général \| Classement général \| Classement général \| Classement général \| \| Coureur \| Coureur \| Pays \| Équipe \| Temps \| \| ------------------ \| ------------------ \| ---------------------- \| ------------------------------------- \| ------------------ \| \| 1er \| Philippe Gilbert \| Belgique \| La Française des jeux \| 4 h 56 min 18 s \| \| 2e \| Bert De Waele \| Belgique \| Landbouwkrediet-Colnago \| + 38 s \| \| 3e \| Léon van Bon \| Pays-Bas \| Davitamon-Lotto \| + 54 s \| \| 4e \| Koen Barbé \| Belgique \| Chocolade Jacques-Topsport Vlaanderen \| + 54 s \| \| 5e \| Filippo Pozzato \| Italie \| Quick Step-Innergetic \| + 54 s \| \| 6e \| Gert Steegmans \| Belgique \| Davitamon-Lotto \| + 1 min 45 s \| \| 7e \| Joost Posthuma \| Pays-Bas \| Rabobank \| + 1 min 45 s \| \| 8e \| Franck Renier \| France \| Bouygues Telecom \| + 1 min 45 s \| \| 9e \| Wim De Vocht \| Belgique \| Davitamon-Lotto \| + 1 min 45 s \| \| 10e \| Michele Maccanti \| Italie \| LPR \| + 1 min 45 s \| \| 11e \| Steffen Wesemann \| Suisse \| T-Mobile \| + 1 min 45 s \| \| 12e \| Thor Hushovd \| Norvège \| Crédit Agricole \| + 2 min 01 s \| \| 13e \| Tom Boonen \| Belgique \| Quick Step-Innergetic \| + 2 min 01 s \| \| 14e \| Staf Scheirlinckx \| Belgique \| Cofidis-Le Crédit par Téléphone \| + 2 min 01 s \| \| 15e \| Marc de Maar \| Antilles néerlandaises \| Rabobank \| + 2 min 01 s \| \| 16e \| Roger Hammond \| Royaume-Uni \| Discovery Channel \| + 2 min 01 s \| \| 17e \| Marco Serpellini \| Italie \| Unibet.com \| + 2 min 01 s \| \| 18e \| Andy Flickinger \| France \| Bouygues Telecom \| + 2 min 01 s \| \| 19e \| Mark Scanlon \| Irlande \| AG2R Prévoyance \| + 2 min 01 s \| \| 20e \| Gorik Gardeyn \| Belgique \| Unibet.com \| + 4 min 37 s \| |                   |                        |                                       |                 |
| |                   |                        |                                       |                 |
| |                   |                        |                                       |                 |
| Classement général |                   |                        |                                       |                 |
| Coureur | Coureur           | Pays                   | Équipe                                | Temps           |
| 1er | Philippe Gilbert  | Belgique               | La Française des jeux                 | 4 h 56 min 18 s |
| 2e | Bert De Waele     | Belgique               | Landbouwkrediet-Colnago               | + 38 s          |
| 3e | Léon van Bon      | Pays-Bas               | Davitamon-Lotto                       | + 54 s          |
| 4e | Koen Barbé        | Belgique               | Chocolade Jacques-Topsport Vlaanderen | + 54 s          |
| 5e | Filippo Pozzato   | Italie                 | Quick Step-Innergetic                 | + 54 s          |
| 6e | Gert Steegmans    | Belgique               | Davitamon-Lotto                       | + 1 min 45 s    |
| 7e | Joost Posthuma    | Pays-Bas               | Rabobank                              | + 1 min 45 s    |
| 8e | Franck Renier     | France                 | Bouygues Telecom                      | + 1 min 45 s    |
| 9e | Wim De Vocht      | Belgique               | Davitamon-Lotto                       | + 1 min 45 s    |
| 10e | Michele Maccanti  | Italie                 | LPR                                   | + 1 min 45 s    |
| 11e | Steffen Wesemann  | Suisse                 | T-Mobile                              | + 1 min 45 s    |
| 12e | Thor Hushovd      | Norvège                | Crédit Agricole                       | + 2 min 01 s    |
| 13e | Tom Boonen        | Belgique               | Quick Step-Innergetic                 | + 2 min 01 s    |
| 14e | Staf Scheirlinckx | Belgique               | Cofidis-Le Crédit par Téléphone       | + 2 min 01 s    |
| 15e | Marc de Maar      | Antilles néerlandaises | Rabobank                              | + 2 min 01 s    |
| 16e | Roger Hammond     | Royaume-Uni            | Discovery Channel                     | + 2 min 01 s    |
| 17e | Marco Serpellini  | Italie                 | Unibet.com                            | + 2 min 01 s    |
| 18e | Andy Flickinger   | France                 | Bouygues Telecom                      | + 2 min 01 s    |
| 19e | Mark Scanlon      | Irlande                | AG2R Prévoyance                       | + 2 min 01 s    |
| 20e | Gorik Gardeyn     | Belgique               | Unibet.com                            | + 4 min 37 s    |

## Liste des participants
| Quick Step-Innergetic QSI | Quick Step-Innergetic QSI | Quick Step-Innergetic QSI |
| ------------------------- | ------------------------- | ------------------------- |
| Num                       | Coureur                   | Pos                       |
| 1                         | Nick Nuyens (BEL)         |                           |
| 2                         | Tom Boonen (BEL)          |                           |
| 3                         | Wilfried Cretskens (BEL)  |                           |
| 4                         | Bram Tankink (NED)        |                           |
| 5                         | Kevin Hulsmans (BEL)      |                           |
| 6                         | Servais Knaven (NED)      |                           |
| 7                         | Filippo Pozzato (ITA)     |                           |
| 8                         | Kevin Van Impe (BEL)      |                           |

| Davitamon-Lotto DVL | Davitamon-Lotto DVL     | Davitamon-Lotto DVL |
| ------------------- | ----------------------- | ------------------- |
| Num                 | Coureur                 | Pos                 |
| 11                  | Wim De Vocht (BEL)      |                     |
| 12                  | Nico Mattan (BEL)       |                     |
| 13                  | Robbie McEwen (AUS)     |                     |
| 14                  | Gert Steegmans (BEL)    |                     |
| 15                  | Tom Steels (BEL)        |                     |
| 16                  | Léon van Bon (NED)      |                     |
| 17                  | Peter Van Petegem (BEL) |                     |
| 18                  | Bert Roesems (BEL)      |                     |

| CSC | CSC                       | CSC |
| --- | ------------------------- | --- |
| Num | Coureur                   | Pos |
| 21  | Kurt Asle Arvesen (NOR)   |     |
| 22  | Matti Breschel (DEN)      |     |
| 23  | Allan Johansen (DEN)      |     |
| 24  | Kasper Klostergaard (DEN) |     |
| 25  | Marcus Ljungqvist (SWE)   |     |
| 26  | Lars Michaelsen (DEN)     |     |
| 27  | Martin Pedersen (DEN)     |     |
| 28  | Luke Roberts (AUS)        |     |

| AG2R Prévoyance A2R | AG2R Prévoyance A2R      | AG2R Prévoyance A2R |
| ------------------- | ------------------------ | ------------------- |
| Num                 | Coureur                  | Pos                 |
| 31                  | Renaud Dion (FRA)        |                     |
| 32                  | Laurent Mangel (FRA)     |                     |
| 33                  | Lloyd Mondory (FRA)      |                     |
| 34                  | Jean-Patrick Nazon (FRA) |                     |
| 35                  | Erki Pütsep (EST)        |                     |
| 36                  | Christophe Riblon (FRA)  |                     |
| 37                  | Mark Scanlon (IRL)       |                     |
| 38                  | Tomas Vaitkus (LTU)      |                     |

| Bouygues Telecom BTL | Bouygues Telecom BTL     | Bouygues Telecom BTL |
| -------------------- | ------------------------ | -------------------- |
| Num                  | Coureur                  | Pos                  |
| 41                   | Olivier Bonnaire (FRA)   |                      |
| 42                   | Andy Flickinger (FRA)    |                      |
| 43                   | Xavier Florencio (ESP)   |                      |
| 44                   | Anthony Geslin (FRA)     |                      |
| 45                   | Franck Renier (FRA)      |                      |
| 46                   | Didier Rous (FRA)        |                      |
| 47                   | Walter Bénéteau (FRA)    |                      |
| 48                   | Sébastien Chavanel (FRA) |                      |

| Cofidis-Le Crédit par Téléphone COF | Cofidis-Le Crédit par Téléphone COF | Cofidis-Le Crédit par Téléphone COF |
| ----------------------------------- | ----------------------------------- | ----------------------------------- |
| Num                                 | Coureur                             | Pos                                 |
| 51                                  | Stéphane Augé (FRA)                 |                                     |
| 52                                  | Jimmy Casper (FRA)                  |                                     |
| 53                                  | Arnaud Coyot (FRA)                  |                                     |
| 54                                  | Mathieu Heijboer (NED)              |                                     |
| 55                                  | Leonardo Duque (COL)                |                                     |
| 56                                  | Thierry Marichal (BEL)              |                                     |
| 57                                  | Staf Scheirlinckx (BEL)             |                                     |
| 58                                  | Bradley Wiggins (GBR)               |                                     |

| Crédit Agricole C.A | Crédit Agricole C.A     | Crédit Agricole C.A |
| ------------------- | ----------------------- | ------------------- |
| Num                 | Coureur                 | Pos                 |
| 61                  | László Bodrogi (HUN)    |                     |
| 62                  | Julian Dean (NZL)       |                     |
| 63                  | Jimmy Engoulvent (FRA)  |                     |
| 64                  | Sébastien Hinault (FRA) |                     |
| 65                  | Thor Hushovd (NOR)      |                     |
| 66                  | Jaan Kirsipuu (EST)     |                     |
| 67                  | Cyril Lemoine (FRA)     |                     |
| 68                  | Mark Renshaw (AUS)      |                     |

| La Française des jeux FDJ | La Française des jeux FDJ  | La Française des jeux FDJ |
| ------------------------- | -------------------------- | ------------------------- |
| Num                       | Coureur                    | Pos                       |
| 71                        | Ludovic Auger (FRA)        |                           |
| 72                        | Mickaël Delage (FRA)       |                           |
| 73                        | Christophe Detilloux (BEL) |                           |
| 74                        | Arnaud Gérard (FRA)        |                           |
| 75                        | Philippe Gilbert (BEL)     |                           |
| 76                        | Frédéric Guesdon (FRA)     |                           |
| 77                        | Christophe Mengin (FRA)    |                           |
| 78                        | Cyrille Monnerais (FRA)    |                           |

| T-Mobile TMO | T-Mobile TMO           | T-Mobile TMO |
| ------------ | ---------------------- | ------------ |
| Num          | Coureur                | Pos          |
| 81           | Jörg Ludewig (GER)     |              |
| 82           | Lorenzo Bernucci (ITA) |              |
| 83           | Marcus Burghardt (GER) |              |
| 84           | Sergueï Ivanov (RUS)   |              |
| 85           | Andreas Klier (GER)    |              |
| 87           | Stephan Schreck (GER)  |              |
| 88           | Steffen Wesemann (SUI) |              |

| Liquigas LIQ | Liquigas LIQ           | Liquigas LIQ |
| ------------ | ---------------------- | ------------ |
| Num          | Coureur                | Pos          |
| 91           | Michael Albasini (SUI) |              |
| 93           | Daniele Colli (ITA)    |              |
| 94           | Mauro Da Dalto (ITA)   |              |
| 95           | Nicola Loda (ITA)      |              |
| 97           | Luca Paolini (ITA)     |              |
| 98           | Marco Righetto (ITA)   |              |

| Team Milram MRM | Team Milram MRM          | Team Milram MRM |
| --------------- | ------------------------ | --------------- |
| Num             | Coureur                  | Pos             |
| 101             | Simone Cadamuro (ITA)    |                 |
| 102             | Mirko Celestino (ITA)    |                 |
| 103             | Maarten den Bakker (NED) |                 |
| 104             | Ralf Grabsch (GER)       |                 |
| 105             | Christian Knees (GER)    |                 |
| 106             | Martin Müller (GER)      |                 |
| 107             | Fabio Sabatini (ITA)     |                 |
| 108             | Giovanni Visconti (ITA)  |                 |

| Rabobank RAB | Rabobank RAB           | Rabobank RAB |
| ------------ | ---------------------- | ------------ |
| Num          | Coureur                | Pos          |
| 112          | Graeme Brown (AUS)     |              |
| 113          | Marc de Maar           |              |
| 114          | Mathew Hayman (AUS)    |              |
| 115          | Pedro Horrillo (ESP)   |              |
| 116          | Niels Scheuneman (NED) |              |
| 117          | Joost Posthuma (NED)   |              |
| 118          | Marc Wauters (BEL)     |              |

| Phonak Hearing Systems PHO | Phonak Hearing Systems PHO | Phonak Hearing Systems PHO |
| -------------------------- | -------------------------- | -------------------------- |
| Num                        | Coureur                    | Pos                        |
| 121                        | Aurélien Clerc (SUI)       |                            |
| 122                        | Bert Grabsch (GER)         |                            |
| 123                        | Ryder Hesjedal (CAN)       |                            |
| 124                        | Steve Morabito (SUI)       |                            |
| 125                        | Uroš Murn (SLO)            |                            |
| 126                        | Grégory Rast (SUI)         |                            |
| 127                        | Florian Stalder (SUI)      |                            |
| 128                        | David Vitoria (SUI)        |                            |

| Discovery Channel DSC | Discovery Channel DSC       | Discovery Channel DSC |
| --------------------- | --------------------------- | --------------------- |
| Num                   | Coureur                     | Pos                   |
| 131                   | Stijn Devolder (BEL)        |                       |
| 132                   | Roger Hammond (GBR)         |                       |
| 133                   | Leif Hoste (BEL)            |                       |
| 134                   | Benoît Joachim (LUX)        |                       |
| 135                   | Guennadi Mikhailov (RUS)    |                       |
| 136                   | Jurgen Van den Broeck (BEL) |                       |
| 137                   | Benjamín Noval (ESP)        |                       |
| 138                   | Max van Heeswijk (NED)      |                       |

| Chocolade Jacques-Topsport Vlaanderen JAC | Chocolade Jacques-Topsport Vlaanderen JAC | Chocolade Jacques-Topsport Vlaanderen JAC |
| ----------------------------------------- | ----------------------------------------- | ----------------------------------------- |
| Num                                       | Coureur                                   | Pos                                       |
| 141                                       | Steven Caethoven (BEL)                    |                                           |
| 142                                       | Glenn D'Hollander (BEL)                   |                                           |
| 143                                       | Niko Eeckhout (BEL)                       |                                           |
| 144                                       | Kurt Hovelijnck (BEL)                     |                                           |
| 145                                       | Jens Renders (BEL)                        |                                           |
| 146                                       | Frederik Veuchelen (BEL)                  |                                           |
| 147                                       | Maarten Wynants (BEL)                     |                                           |
| 148                                       | Frederik Willems (BEL)                    |                                           |

| Landbouwkrediet-Colnago LAN | Landbouwkrediet-Colnago LAN | Landbouwkrediet-Colnago LAN |
| --------------------------- | --------------------------- | --------------------------- |
| Num                         | Coureur                     | Pos                         |
| 151                         | Steve Cummings (GBR)        |                             |
| 152                         | Andy Cappelle (BEL)         |                             |
| 153                         | Mathieu Criquielion (BEL)   |                             |
| 154                         | Bert De Waele (BEL)         |                             |
| 155                         | Grégory Habeaux (BEL)       |                             |
| 156                         | Filip Meirhaeghe (BEL)      |                             |
| 157                         | James Vanlandschoot (BEL)   |                             |
| 158                         | Johan Verstrepen (BEL)      |                             |

| Unibet.com UNI | Unibet.com UNI         | Unibet.com UNI |
| -------------- | ---------------------- | -------------- |
| Num            | Coureur                | Pos            |
| 161            | Johan Coenen (BEL)     |                |
| 162            | Baden Cooke (AUS)      |                |
| 163            | Gorik Gardeyn (BEL)    |                |
| 164            | Jeremy Hunt (GBR)      |                |
| 165            | Geert Omloop (BEL)     |                |
| 166            | Marco Zanotti (ITA)    |                |
| 167            | Ángel Castresana (ESP) |                |
| 168            | Marco Serpellini (ITA) |                |

| Agritubel AGR | Agritubel AGR              | Agritubel AGR |
| ------------- | -------------------------- | ------------- |
| Num           | Coureur                    | Pos           |
| 171           | Aivaras Baranauskas (LTU)  |               |
| 172           | Stéphane Bergès (FRA)      |               |
| 173           | Gilles Canouet (FRA)       |               |
| 174           | Cédric Coutouly (FRA)      |               |
| 175           | Hans Dekkers (NED)         |               |
| 176           | Christophe Laurent (FRA)   |               |
| 177           | Benoît Sinner (FRA)        |               |
| 178           | Christophe Agnolutto (FRA) |               |

| Skil-Shimano SKS | Skil-Shimano SKS             | Skil-Shimano SKS |
| ---------------- | ---------------------------- | ---------------- |
| Num              | Coureur                      | Pos              |
| 181              | Paul Martens (GER)           |                  |
| 182              | Christoph Meschenmoser (GER) |                  |
| 183              | Rik Reinerink (NED)          |                  |
| 184              | Piet Rooijakkers (NED)       |                  |
| 185              | Maarten Tjallingii (NED)     |                  |
| 186              | Kenny van Hummel (NED)       |                  |
| 187              | Aart Vierhouten (NED)        |                  |
| 188              | Arno Wallaard (NED)          |                  |

| LPR | LPR                       | LPR |
| --- | ------------------------- | --- |
| Num | Coureur                   | Pos |
| 192 | Giairo Ermeti (ITA)       |     |
| 193 | Mikhaylo Khalilov (UKR)   |     |
| 195 | Michele Maccanti (ITA)    |     |
| 196 | Alessandro Maserati (ITA) |     |
| 197 | Dario Pieri (ITA)         |     |
| 198 | Roberto Traficante (ITA)  |     |

| Wiesenhof-Akud WIE | Wiesenhof-Akud WIE     | Wiesenhof-Akud WIE |
| ------------------ | ---------------------- | ------------------ |
| Num                | Coureur                | Pos                |
| 201                | Gerald Ciolek (GER)    |                    |
| 202                | Artur Gajek (GER)      |                    |
| 203                | Felix Odebrecht (GER)  |                    |
| 204                | Steffen Radochla (GER) |                    |
| 205                | Marcel Sieberg (GER)   |                    |
| 206                | Lubor Tesař (CZE)      |                    |
| 207                | Lars Wackernagel (GER) |                    |
| 208                | Carlo Westphal (GER)   |                    |

| Elk Haus-Simplon ELK | Elk Haus-Simplon ELK | Elk Haus-Simplon ELK |
| -------------------- | -------------------- | -------------------- |
| Num                  | Coureur              | Pos                  |
| 211                  | Jan Bárta (CZE)      |                      |

| Sans équipe ___ | Sans équipe ___      | Sans équipe ___ |
| --------------- | -------------------- | --------------- |
| Num             | Coureur              | Pos             |
| 212             | Martin Comploi (AUT) |                 |
| 213             | Robert Lauscha (AUT) |                 |

| Elk Haus-Simplon ELK | Elk Haus-Simplon ELK       | Elk Haus-Simplon ELK |
| -------------------- | -------------------------- | -------------------- |
| Num                  | Coureur                    | Pos                  |
| 214                  | Thomas Rohregger (AUT)     |                      |
| 215                  | Stefan Rucker (AUT)        |                      |
| 216                  | Harald Starzengruber (AUT) |                      |
| 217                  | Jochen Summer (AUT)        |                      |
| 218                  | Harald Totschnig (AUT)     |                      |

| Jartazi-7Mobile JAR | Jartazi-7Mobile JAR        | Jartazi-7Mobile JAR |
| ------------------- | -------------------------- | ------------------- |
| Num                 | Coureur                    | Pos                 |
| 221                 | Francesco Planckaert (BEL) |                     |

| Sans équipe ___ | Sans équipe ___         | Sans équipe ___ |
| --------------- | ----------------------- | --------------- |
| Num             | Coureur                 | Pos             |
| 222             | Thierry De Groote (BEL) |                 |

| Jartazi-7Mobile JAR | Jartazi-7Mobile JAR     | Jartazi-7Mobile JAR |
| ------------------- | ----------------------- | ------------------- |
| Num                 | Coureur                 | Pos                 |
| 223                 | Johnny Hoogerland (NED) |                     |

| Sans équipe ___ | Sans équipe ___  | Sans équipe ___ |
| --------------- | ---------------- | --------------- |
| Num             | Coureur          | Pos             |
| 224             | Robby Meul (BEL) |                 |

| Jartazi-7Mobile JAR | Jartazi-7Mobile JAR       | Jartazi-7Mobile JAR |
| ------------------- | ------------------------- | ------------------- |
| Num                 | Coureur                   | Pos                 |
| 225                 | Dmitri Mouraviov (KAZ)    |                     |
| 226                 | Bert Scheirlinckx (BEL)   |                     |
| 227                 | Sven Nevens (BEL)         |                     |
| 228                 | Jarno Van Mingeroet (BEL) |                     |

| Sans équipe ___ | Sans équipe ___          | Sans équipe ___ |
| --------------- | ------------------------ | --------------- |
| Num             | Coureur                  | Pos             |
| 231             | Bjorn Cornelissen (NED)  |                 |
| 232             | Gregory De Munster (BEL) |                 |

| Flanders ___ | Flanders ___              | Flanders ___ |
| ------------ | ------------------------- | ------------ |
| Num          | Coureur                   | Pos          |
| 233          | Bart De Spiegelaere (BEL) |              |
| 234          | Denis Flahaut (FRA)       |              |
| 235          | Ivaïlo Gabrovski (BUL)    |              |

| Quick Step-Innergetic QSI | Quick Step-Innergetic QSI | Quick Step-Innergetic QSI |
| ------------------------- | ------------------------- | ------------------------- |
| Num                       | Coureur                   | Pos                       |
| 1                         | Nick Nuyens (BEL)         |                           |
| 2                         | Tom Boonen (BEL)          |                           |
| 3                         | Wilfried Cretskens (BEL)  |                           |
| 4                         | Bram Tankink (NED)        |                           |
| 5                         | Kevin Hulsmans (BEL)      |                           |
| 6                         | Servais Knaven (NED)      |                           |
| 7                         | Filippo Pozzato (ITA)     |                           |
| 8                         | Kevin Van Impe (BEL)      |                           |

| Davitamon-Lotto DVL | Davitamon-Lotto DVL     | Davitamon-Lotto DVL |
| ------------------- | ----------------------- | ------------------- |
| Num                 | Coureur                 | Pos                 |
| 11                  | Wim De Vocht (BEL)      |                     |
| 12                  | Nico Mattan (BEL)       |                     |
| 13                  | Robbie McEwen (AUS)     |                     |
| 14                  | Gert Steegmans (BEL)    |                     |
| 15                  | Tom Steels (BEL)        |                     |
| 16                  | Léon van Bon (NED)      |                     |
| 17                  | Peter Van Petegem (BEL) |                     |
| 18                  | Bert Roesems (BEL)      |                     |

| CSC | CSC                       | CSC |
| --- | ------------------------- | --- |
| Num | Coureur                   | Pos |
| 21  | Kurt Asle Arvesen (NOR)   |     |
| 22  | Matti Breschel (DEN)      |     |
| 23  | Allan Johansen (DEN)      |     |
| 24  | Kasper Klostergaard (DEN) |     |
| 25  | Marcus Ljungqvist (SWE)   |     |
| 26  | Lars Michaelsen (DEN)     |     |
| 27  | Martin Pedersen (DEN)     |     |
| 28  | Luke Roberts (AUS)        |     |

| AG2R Prévoyance A2R | AG2R Prévoyance A2R      | AG2R Prévoyance A2R |
| ------------------- | ------------------------ | ------------------- |
| Num                 | Coureur                  | Pos                 |
| 31                  | Renaud Dion (FRA)        |                     |
| 32                  | Laurent Mangel (FRA)     |                     |
| 33                  | Lloyd Mondory (FRA)      |                     |
| 34                  | Jean-Patrick Nazon (FRA) |                     |
| 35                  | Erki Pütsep (EST)        |                     |
| 36                  | Christophe Riblon (FRA)  |                     |
| 37                  | Mark Scanlon (IRL)       |                     |
| 38                  | Tomas Vaitkus (LTU)      |                     |

| Bouygues Telecom BTL | Bouygues Telecom BTL     | Bouygues Telecom BTL |
| -------------------- | ------------------------ | -------------------- |
| Num                  | Coureur                  | Pos                  |
| 41                   | Olivier Bonnaire (FRA)   |                      |
| 42                   | Andy Flickinger (FRA)    |                      |
| 43                   | Xavier Florencio (ESP)   |                      |
| 44                   | Anthony Geslin (FRA)     |                      |
| 45                   | Franck Renier (FRA)      |                      |
| 46                   | Didier Rous (FRA)        |                      |
| 47                   | Walter Bénéteau (FRA)    |                      |
| 48                   | Sébastien Chavanel (FRA) |                      |

| Cofidis-Le Crédit par Téléphone COF | Cofidis-Le Crédit par Téléphone COF | Cofidis-Le Crédit par Téléphone COF |
| ----------------------------------- | ----------------------------------- | ----------------------------------- |
| Num                                 | Coureur                             | Pos                                 |
| 51                                  | Stéphane Augé (FRA)                 |                                     |
| 52                                  | Jimmy Casper (FRA)                  |                                     |
| 53                                  | Arnaud Coyot (FRA)                  |                                     |
| 54                                  | Mathieu Heijboer (NED)              |                                     |
| 55                                  | Leonardo Duque (COL)                |                                     |
| 56                                  | Thierry Marichal (BEL)              |                                     |
| 57                                  | Staf Scheirlinckx (BEL)             |                                     |
| 58                                  | Bradley Wiggins (GBR)               |                                     |

| Crédit Agricole C.A | Crédit Agricole C.A     | Crédit Agricole C.A |
| ------------------- | ----------------------- | ------------------- |
| Num                 | Coureur                 | Pos                 |
| 61                  | László Bodrogi (HUN)    |                     |
| 62                  | Julian Dean (NZL)       |                     |
| 63                  | Jimmy Engoulvent (FRA)  |                     |
| 64                  | Sébastien Hinault (FRA) |                     |
| 65                  | Thor Hushovd (NOR)      |                     |
| 66                  | Jaan Kirsipuu (EST)     |                     |
| 67                  | Cyril Lemoine (FRA)     |                     |
| 68                  | Mark Renshaw (AUS)      |                     |

| La Française des jeux FDJ | La Française des jeux FDJ  | La Française des jeux FDJ |
| ------------------------- | -------------------------- | ------------------------- |
| Num                       | Coureur                    | Pos                       |
| 71                        | Ludovic Auger (FRA)        |                           |
| 72                        | Mickaël Delage (FRA)       |                           |
| 73                        | Christophe Detilloux (BEL) |                           |
| 74                        | Arnaud Gérard (FRA)        |                           |
| 75                        | Philippe Gilbert (BEL)     |                           |
| 76                        | Frédéric Guesdon (FRA)     |                           |
| 77                        | Christophe Mengin (FRA)    |                           |
| 78                        | Cyrille Monnerais (FRA)    |                           |

| T-Mobile TMO | T-Mobile TMO           | T-Mobile TMO |
| ------------ | ---------------------- | ------------ |
| Num          | Coureur                | Pos          |
| 81           | Jörg Ludewig (GER)     |              |
| 82           | Lorenzo Bernucci (ITA) |              |
| 83           | Marcus Burghardt (GER) |              |
| 84           | Sergueï Ivanov (RUS)   |              |
| 85           | Andreas Klier (GER)    |              |
| 87           | Stephan Schreck (GER)  |              |
| 88           | Steffen Wesemann (SUI) |              |

| Liquigas LIQ | Liquigas LIQ           | Liquigas LIQ |
| ------------ | ---------------------- | ------------ |
| Num          | Coureur                | Pos          |
| 91           | Michael Albasini (SUI) |              |
| 93           | Daniele Colli (ITA)    |              |
| 94           | Mauro Da Dalto (ITA)   |              |
| 95           | Nicola Loda (ITA)      |              |
| 97           | Luca Paolini (ITA)     |              |
| 98           | Marco Righetto (ITA)   |              |

| Team Milram MRM | Team Milram MRM          | Team Milram MRM |
| --------------- | ------------------------ | --------------- |
| Num             | Coureur                  | Pos             |
| 101             | Simone Cadamuro (ITA)    |                 |
| 102             | Mirko Celestino (ITA)    |                 |
| 103             | Maarten den Bakker (NED) |                 |
| 104             | Ralf Grabsch (GER)       |                 |
| 105             | Christian Knees (GER)    |                 |
| 106             | Martin Müller (GER)      |                 |
| 107             | Fabio Sabatini (ITA)     |                 |
| 108             | Giovanni Visconti (ITA)  |                 |

| Rabobank RAB | Rabobank RAB           | Rabobank RAB |
| ------------ | ---------------------- | ------------ |
| Num          | Coureur                | Pos          |
| 112          | Graeme Brown (AUS)     |              |
| 113          | Marc de Maar           |              |
| 114          | Mathew Hayman (AUS)    |              |
| 115          | Pedro Horrillo (ESP)   |              |
| 116          | Niels Scheuneman (NED) |              |
| 117          | Joost Posthuma (NED)   |              |
| 118          | Marc Wauters (BEL)     |              |

| Phonak Hearing Systems PHO | Phonak Hearing Systems PHO | Phonak Hearing Systems PHO |
| -------------------------- | -------------------------- | -------------------------- |
| Num                        | Coureur                    | Pos                        |
| 121                        | Aurélien Clerc (SUI)       |                            |
| 122                        | Bert Grabsch (GER)         |                            |
| 123                        | Ryder Hesjedal (CAN)       |                            |
| 124                        | Steve Morabito (SUI)       |                            |
| 125                        | Uroš Murn (SLO)            |                            |
| 126                        | Grégory Rast (SUI)         |                            |
| 127                        | Florian Stalder (SUI)      |                            |
| 128                        | David Vitoria (SUI)        |                            |

| Discovery Channel DSC | Discovery Channel DSC       | Discovery Channel DSC |
| --------------------- | --------------------------- | --------------------- |
| Num                   | Coureur                     | Pos                   |
| 131                   | Stijn Devolder (BEL)        |                       |
| 132                   | Roger Hammond (GBR)         |                       |
| 133                   | Leif Hoste (BEL)            |                       |
| 134                   | Benoît Joachim (LUX)        |                       |
| 135                   | Guennadi Mikhailov (RUS)    |                       |
| 136                   | Jurgen Van den Broeck (BEL) |                       |
| 137                   | Benjamín Noval (ESP)        |                       |
| 138                   | Max van Heeswijk (NED)      |                       |

| Chocolade Jacques-Topsport Vlaanderen JAC | Chocolade Jacques-Topsport Vlaanderen JAC | Chocolade Jacques-Topsport Vlaanderen JAC |
| ----------------------------------------- | ----------------------------------------- | ----------------------------------------- |
| Num                                       | Coureur                                   | Pos                                       |
| 141                                       | Steven Caethoven (BEL)                    |                                           |
| 142                                       | Glenn D'Hollander (BEL)                   |                                           |
| 143                                       | Niko Eeckhout (BEL)                       |                                           |
| 144                                       | Kurt Hovelijnck (BEL)                     |                                           |
| 145                                       | Jens Renders (BEL)                        |                                           |
| 146                                       | Frederik Veuchelen (BEL)                  |                                           |
| 147                                       | Maarten Wynants (BEL)                     |                                           |
| 148                                       | Frederik Willems (BEL)                    |                                           |

| Landbouwkrediet-Colnago LAN | Landbouwkrediet-Colnago LAN | Landbouwkrediet-Colnago LAN |
| --------------------------- | --------------------------- | --------------------------- |
| Num                         | Coureur                     | Pos                         |
| 151                         | Steve Cummings (GBR)        |                             |
| 152                         | Andy Cappelle (BEL)         |                             |
| 153                         | Mathieu Criquielion (BEL)   |                             |
| 154                         | Bert De Waele (BEL)         |                             |
| 155                         | Grégory Habeaux (BEL)       |                             |
| 156                         | Filip Meirhaeghe (BEL)      |                             |
| 157                         | James Vanlandschoot (BEL)   |                             |
| 158                         | Johan Verstrepen (BEL)      |                             |

| Unibet.com UNI | Unibet.com UNI         | Unibet.com UNI |
| -------------- | ---------------------- | -------------- |
| Num            | Coureur                | Pos            |
| 161            | Johan Coenen (BEL)     |                |
| 162            | Baden Cooke (AUS)      |                |
| 163            | Gorik Gardeyn (BEL)    |                |
| 164            | Jeremy Hunt (GBR)      |                |
| 165            | Geert Omloop (BEL)     |                |
| 166            | Marco Zanotti (ITA)    |                |
| 167            | Ángel Castresana (ESP) |                |
| 168            | Marco Serpellini (ITA) |                |

| Agritubel AGR | Agritubel AGR              | Agritubel AGR |
| ------------- | -------------------------- | ------------- |
| Num           | Coureur                    | Pos           |
| 171           | Aivaras Baranauskas (LTU)  |               |
| 172           | Stéphane Bergès (FRA)      |               |
| 173           | Gilles Canouet (FRA)       |               |
| 174           | Cédric Coutouly (FRA)      |               |
| 175           | Hans Dekkers (NED)         |               |
| 176           | Christophe Laurent (FRA)   |               |
| 177           | Benoît Sinner (FRA)        |               |
| 178           | Christophe Agnolutto (FRA) |               |

| Skil-Shimano SKS | Skil-Shimano SKS             | Skil-Shimano SKS |
| ---------------- | ---------------------------- | ---------------- |
| Num              | Coureur                      | Pos              |
| 181              | Paul Martens (GER)           |                  |
| 182              | Christoph Meschenmoser (GER) |                  |
| 183              | Rik Reinerink (NED)          |                  |
| 184              | Piet Rooijakkers (NED)       |                  |
| 185              | Maarten Tjallingii (NED)     |                  |
| 186              | Kenny van Hummel (NED)       |                  |
| 187              | Aart Vierhouten (NED)        |                  |
| 188              | Arno Wallaard (NED)          |                  |

| LPR | LPR                       | LPR |
| --- | ------------------------- | --- |
| Num | Coureur                   | Pos |
| 192 | Giairo Ermeti (ITA)       |     |
| 193 | Mikhaylo Khalilov (UKR)   |     |
| 195 | Michele Maccanti (ITA)    |     |
| 196 | Alessandro Maserati (ITA) |     |
| 197 | Dario Pieri (ITA)         |     |
| 198 | Roberto Traficante (ITA)  |     |

| Wiesenhof-Akud WIE | Wiesenhof-Akud WIE     | Wiesenhof-Akud WIE |
| ------------------ | ---------------------- | ------------------ |
| Num                | Coureur                | Pos                |
| 201                | Gerald Ciolek (GER)    |                    |
| 202                | Artur Gajek (GER)      |                    |
| 203                | Felix Odebrecht (GER)  |                    |
| 204                | Steffen Radochla (GER) |                    |
| 205                | Marcel Sieberg (GER)   |                    |
| 206                | Lubor Tesař (CZE)      |                    |
| 207                | Lars Wackernagel (GER) |                    |
| 208                | Carlo Westphal (GER)   |                    |

| Elk Haus-Simplon ELK | Elk Haus-Simplon ELK | Elk Haus-Simplon ELK |
| -------------------- | -------------------- | -------------------- |
| Num                  | Coureur              | Pos                  |
| 211                  | Jan Bárta (CZE)      |                      |

| Sans équipe ___ | Sans équipe ___      | Sans équipe ___ |
| --------------- | -------------------- | --------------- |
| Num             | Coureur              | Pos             |
| 212             | Martin Comploi (AUT) |                 |
| 213             | Robert Lauscha (AUT) |                 |

| Elk Haus-Simplon ELK | Elk Haus-Simplon ELK       | Elk Haus-Simplon ELK |
| -------------------- | -------------------------- | -------------------- |
| Num                  | Coureur                    | Pos                  |
| 214                  | Thomas Rohregger (AUT)     |                      |
| 215                  | Stefan Rucker (AUT)        |                      |
| 216                  | Harald Starzengruber (AUT) |                      |
| 217                  | Jochen Summer (AUT)        |                      |
| 218                  | Harald Totschnig (AUT)     |                      |

| Jartazi-7Mobile JAR | Jartazi-7Mobile JAR        | Jartazi-7Mobile JAR |
| ------------------- | -------------------------- | ------------------- |
| Num                 | Coureur                    | Pos                 |
| 221                 | Francesco Planckaert (BEL) |                     |

| Sans équipe ___ | Sans équipe ___         | Sans équipe ___ |
| --------------- | ----------------------- | --------------- |
| Num             | Coureur                 | Pos             |
| 222             | Thierry De Groote (BEL) |                 |

| Jartazi-7Mobile JAR | Jartazi-7Mobile JAR     | Jartazi-7Mobile JAR |
| ------------------- | ----------------------- | ------------------- |
| Num                 | Coureur                 | Pos                 |
| 223                 | Johnny Hoogerland (NED) |                     |

| Sans équipe ___ | Sans équipe ___  | Sans équipe ___ |
| --------------- | ---------------- | --------------- |
| Num             | Coureur          | Pos             |
| 224             | Robby Meul (BEL) |                 |

| Jartazi-7Mobile JAR | Jartazi-7Mobile JAR       | Jartazi-7Mobile JAR |
| ------------------- | ------------------------- | ------------------- |
| Num                 | Coureur                   | Pos                 |
| 225                 | Dmitri Mouraviov (KAZ)    |                     |
| 226                 | Bert Scheirlinckx (BEL)   |                     |
| 227                 | Sven Nevens (BEL)         |                     |
| 228                 | Jarno Van Mingeroet (BEL) |                     |

| Sans équipe ___ | Sans équipe ___          | Sans équipe ___ |
| --------------- | ------------------------ | --------------- |
| Num             | Coureur                  | Pos             |
| 231             | Bjorn Cornelissen (NED)  |                 |
| 232             | Gregory De Munster (BEL) |                 |

| Flanders ___ | Flanders ___              | Flanders ___ |
| ------------ | ------------------------- | ------------ |
| Num          | Coureur                   | Pos          |
| 233          | Bart De Spiegelaere (BEL) |              |
| 234          | Denis Flahaut (FRA)       |              |
| 235          | Ivaïlo Gabrovski (BUL)    |              |